# Dianesia
Dianesia es un género de mariposas de la familia Riodinidae.

## Descripción
Especie tipo por designación original Charis carteri Holland, 1902.

## Diversidad
Existe una especie reconocida en el género de distribución neotropical.